# Melkus 61
Melkus 61, w 1962 Melkus 62 – samochód wyścigowy projektu i konstrukcji Melkusa z przeznaczeniem do wyścigów serii Formuła Junior.

## Historia
Samochód był następcą Melkusa 59/60. Jego nadwozie opierało się na ramie rurowej i było pokryte aluminiową karoserią. Samochód był napędzany przez trzycylindrowy silnikiem Wartburg, który był sprzężony z czterostopniową skrzynią biegów tego samego producenta. Był on w stanie osiągnąć prędkość 190 km/h.
Model zadebiutował podczas rundy w Halle-Saale w 1961 roku. Jego kierowcy odnieśli dwa zwycięstwa – Heinz Melkus triumfował w Budziszynie 1961, natomiast Max Byczkowski wygrał w Dreźnie 1962. Ponadto samochód wystartował w kilku wyścigach Niemieckiej Formuły Junior. Heinz Melkus zdobył nim dwa tytuły wicemistrzowskie Wschodnioniemieckiej Formuły Junior w latach 1961–1962. Ponadto trzecie miejsce w klasyfikacji generalnej zdobyli tym samochodem Siegmar Bunk i Frieder Rädlein. Po wprowadzeniu Melkusa 63 był wykorzystywany jedynie w klasie drugiej (Leistungklasse II).
Wyprodukowano 14 egzemplarzy modelu.

## Wyniki
| Legenda oznaczeń w tabelach wyników Wyświetl szablon na nowej stronie | Legenda oznaczeń w tabelach wyników Wyświetl szablon na nowej stronie                                                                     |
| Oznaczenie                                                            | Wyjaśnienie |
| --------------------------------------------------------------------- | --- |
| Złoty                                                                 | Zwycięzca lub mistrzostwo |
| Srebrny                                                               | 2. miejsce lub wicemistrzostwo |
| Brązowy                                                               | 3. miejsce lub II wicemistrzostwo |
| Zielony                                                               | Ukończył, punktował (w klasyfikacji generalnej, gdy zdobył co najmniej jeden punkt na przestrzeni sezonu, poza trzema powyższymi opcjami) |
| Niebieski                                                             | Ukończył, nie punktował (w klasyfikacji generalnej, gdy nie zdobył co najmniej jednego punktu na przestrzeni sezonu)                      |
| Czerwony                                                              | Nie zakwalifikował się (NZ) |
| Czerwony                                                              | Nie prekwalifikował się (NPK) |
| Różowy                                                                | Nie ukończył (NU) |
| Różowy                                                                | Niesklasyfikowany (NS) (w klasyfikacji generalnej, gdy nie został sklasyfikowany w żadnym wyścigu sezonu)                                 |
| Czarny                                                                | Zdyskwalifikowany (DK) |
| Czarny                                                                | Wykluczony (WYK/EX) |
| Biały                                                                 | Nie wystartował (NW) |
| Biały                                                                 | Kontuzjowany (K/INJ) |
| Biały                                                                 | Wyścig odwołany (OD/C) |
| Bez koloru                                                            | Został wycofany (WYC/WD) |
| Bez koloru                                                            | Nie przybył (NP/DNA) |
| Bez koloru                                                            | Nie brał udziału w treningach (NT/DNP) |
| Bez koloru                                                            | Nie został zgłoszony (–) |
| Pogrubienie                                                           | Start z pole position |
| Kursywa                                                               | Najszybsze okrążenie wyścigu |
| †                                                                     | Nie ukończył, ale jego rezultat został zaliczony ze względu na przejechanie więcej niż 90% dystansu wyścigu.                              |
| *                                                                     | Sezon w trakcie |
| 1/2/3                                                                 | Punktowana pozycja w sprincie kwalifikacyjnym                                                                                             |
| Lista systemów punktacji Formuły 1                                    | |

### Wschodnioniemiecka Formuła Junior
| Sezon | Zespół                 | Silnik   | Kierowcy          | Wyniki w poszczególnych eliminacjach | Wyniki w poszczególnych eliminacjach | Wyniki w poszczególnych eliminacjach | Wyniki w poszczególnych eliminacjach | Wyniki w poszczególnych eliminacjach | Wyniki w poszczególnych eliminacjach | Wyniki kierowców | Wyniki kierowców |
| 1961  |                        |          |                   |                                      |                                      |                                      |                                      |                                      |                                      | Pkt.             | Msc.             |
| ----- | ---------------------- | -------- | ----------------- | ------------------------------------ | ------------------------------------ | ------------------------------------ | ------------------------------------ | ------------------------------------ | ------------------------------------ | ---------------- | ---------------- |
| 1961  | MC Post Dresden        | Wartburg | Heinz Melkus      | 3                                    | 2                                    | 3                                    | 1                                    | 2                                    | 4                                    | 22               | 2                |
| 1961  | MC Post Dresden        | Wartburg | Siegmar Bunk      | 2                                    | NU                                   | 11                                   | 4                                    | 3                                    | 2                                    | 13               | 3                |
| 1961  | MC Post Dresden        | Wartburg | Frieder Rädlein   | 4                                    | NU                                   | 4                                    | 3                                    | 5                                    | ?                                    | 8                | 5                |
| 1961  | MC Kraftverkehr Grimma | Wartburg | Max Byczkowski    | NU                                   | 6                                    | 2                                    | NU                                   | 4                                    | 3                                    | 9                | 4                |
| 1961  | MC Kraftverkehr Grimma | Wartburg | Rudi Juhrich      | -                                    | -                                    | -                                    | ?                                    | -                                    | -                                    | 2                | 8                |
| 1961  | MC Großbothen          | Wartburg | Rudi Juhrich      | 8                                    | 4                                    | ?                                    | -                                    | NU                                   | ?                                    | 2                | 8                |
| 1962  |                        |          |                   |                                      |                                      |                                      |                                      |                                      |                                      | Pkt.             | Msc.             |
| 1962  | MC Post Dresden        | Wartburg | Heinz Melkus      | 5                                    | 4                                    | 3                                    | 3                                    | 6                                    | 3                                    | 20               | 2                |
| 1962  | MC Post Dresden        | Wartburg | Siegmar Bunk      | ?                                    | ?                                    | NU                                   | 5                                    | 13                                   | ?                                    | 1                | 9                |
| 1962  | MC Post Dresden        | Wartburg | Frieder Rädlein   | 2                                    | 3                                    | 4                                    | NU                                   | 5                                    | ?                                    | 17               | 3                |
| 1962  | MC Post Dresden        | Wartburg | Peter Findeisen   | -                                    | -                                    | -                                    | ?                                    | NU                                   | 6                                    | 1                | 8                |
| 1962  | MC Kraftverkehr Grimma | Wartburg | Max Byczkowski    | ?                                    | ?                                    | NU                                   | 2                                    | 4                                    | 1                                    | 14               | 4                |
| 1962  | MC Großbothen          | Wartburg | Rudi Juhrich      | ?                                    | ?                                    | ?                                    | -                                    | -                                    | -                                    | 0                | NS               |
| 1962  | MC Colditz             | Wartburg | Rudi Juhrich      | -                                    | -                                    | -                                    | ?                                    | NZ                                   | -                                    | 0                | NS               |
| 1962  | MC Plauen              | Wartburg | Hans-Theo Tegeler | ?                                    | ?                                    | 5                                    | NU                                   | 7                                    | ?                                    | 4                | 6                |
| 1962  | MC Ueckermünde         | Wartburg | Günther Klug      | -                                    | ?                                    | ?                                    | -                                    | NU                                   | ?                                    | 0                | NS               |
| 1962  | MC Wismar              | Wartburg | Alfons Schütt     | -                                    | ?                                    | ?                                    | ?                                    | NU                                   | ?                                    | 0                | NS               |
| 1962  | MC Leipzig             | Wartburg | Siegfried Leutert | -                                    | -                                    | -                                    | NU                                   | NW                                   | -                                    | 0                | NS               |

### Niemiecka Formuła Junior
| Sezon | Zespół                 | Silnik   | Kierowcy        | Wyniki w poszczególnych eliminacjach | Wyniki w poszczególnych eliminacjach | Wyniki w poszczególnych eliminacjach | Wyniki w poszczególnych eliminacjach | Wyniki w poszczególnych eliminacjach | Wyniki w poszczególnych eliminacjach | Wyniki w poszczególnych eliminacjach | Wyniki w poszczególnych eliminacjach | Wyniki w poszczególnych eliminacjach | Wyniki kierowców | Wyniki kierowców |
| 1961  |                        |          |                 |                                      |                                      |                                      |                                      |                                      |                                      |                                      |                                      |                                      | Pkt.             | Msc.             |
| ----- | ---------------------- | -------- | --------------- | ------------------------------------ | ------------------------------------ | ------------------------------------ | ------------------------------------ | ------------------------------------ | ------------------------------------ | ------------------------------------ | ------------------------------------ | ------------------------------------ | ---------------- | ---------------- |
| 1961  | MC Post Dresden        | Wartburg | Siegmar Bunk    | 12                                   | -                                    | -                                    | 12                                   | -                                    | -                                    | -                                    | -                                    | -                                    | 0                | NS               |
| 1961  | MC Post Dresden        | Wartburg | Heinz Melkus    | 9                                    | -                                    | -                                    | 4                                    | 4                                    | NU                                   | 6                                    | -                                    | -                                    | 0                | NS               |
| 1961  | MC Post Dresden        | Wartburg | Frieder Rädlein | NU                                   | -                                    | -                                    | 9                                    | 13                                   | -                                    | -                                    | -                                    | -                                    | 0                | NS               |
| 1961  | MC Kraftverkehr Grimma | Wartburg | Max Byczkowski  | -                                    | -                                    | -                                    | -                                    | 9                                    | -                                    | -                                    | -                                    | -                                    | 0                | NS               |
| 1962  |                        |          |                 |                                      |                                      |                                      |                                      |                                      |                                      |                                      |                                      |                                      | Pkt.             | Msc.             |
| 1962  | MC Post Dresden        | Wartburg | Heinz Melkus    | -                                    | -                                    | -                                    | -                                    | -                                    | NW                                   | -                                    | -                                    |                                      | 0                | NS               |
| 1962  | MC Post Dresden        | Wartburg | Frieder Rädlein | -                                    | -                                    | -                                    | -                                    | -                                    | 7                                    | -                                    | -                                    |                                      | 0                | NS               |
| 1962  | MC Kraftverkehr Grimma | Wartburg | Max Byczkowski  | -                                    | -                                    | -                                    | -                                    | -                                    | 5                                    | -                                    | -                                    |                                      | 0                | NS               |

### Sowiecka Formuła 3
| Sezon | Zespół         | Silnik   | Kierowcy       | Wyniki w poszczególnych eliminacjach | Wyniki w poszczególnych eliminacjach | Wyniki kierowców | Wyniki kierowców |
| 1964  |                |          |                |                                      |                                      | Pkt.             | Msc.             |
| ----- | -------------- | -------- | -------------- | ------------------------------------ | ------------------------------------ | ---------------- | ---------------- |
| 1964  | Spartak Moskwa | Wartburg | Oleg Katieniew | 4                                    | 2                                    | 13               | 2                |
| 1965  |                |          |                |                                      |                                      | Pkt.             | Msc.             |
| 1965  | Spartak Moskwa | Wartburg | Oleg Katieniew | -                                    | NS                                   | 0                | NS               |